# Коршун-свистун
Коршун-свистун (лат. Haliastur sphenurus) — вид дневных хищных птиц средних размеров из семейства ястребиных. Встречается на всей территории Австралии (в том числе на прибрежных островах), на Новой Каледонии, а также на Новой Гвинее (за исключением её северо-западного края и горных районов в центре острова). Название получил за свой громкий свистящий крик, который он часто издаёт в полёте. Некоторые учёные относят этот вид к роду настоящих коршунов. Однако коршун-свистун отличается от последних многими существенными особенностями поведения и оперения, а также голоса.
В списках МСОП проходит как вид, вызывающий наименьшие опасения.

## Внешний вид
Коршун-свистун дорастает до 50—60 см, размах крыльев — 123—146 см. Масса — от 380 до 1050 граммов. Как и у большинства других хищных птиц, у этого вида самки крупнее и тяжелее самцов, максимальная разница может достигать 21 % по размерам и 42 % по весу. В южных частях ареала коршуны-свистуны обычно крупнее, чем в тропической северной его части. Оперение у обоих полов одинаковое. У взрослых голова, грудь и хвост бледного жёлтого цвета, крылья же ближе к коричневому, а маховые перья — чёрные. Подростки — в красноватую и коричневую полоску, с заметными бледными пятнами на крыльях. И у молодых, и у взрослых лапы не оперены, по цвету напоминают кость. В общем же коршун-свистун выглядит как птица с небольшой головой и длинным хвостом, когда птица сидит — её крылья кажутся короткими по сравнению с хвостом. Несмотря на свои короткие ноги, коршун-свистун отлично ходит по земле. Однако эта птица предпочитает парить на слегка согнутых крыльях, при этом линия маховых перьев заметно скошена. Перья на нижней поверхности крыла образуют контрастный узор.

## Голос
Коршун-свистун — шумная птица, он часто кричит и в полёте, и когда сидит, даже когда сидит на гнезде. Чаще всего его крик — это ясный постепенно затихающий свист, вслед за ним (реже — перед ним) можно услышать быструю серию свистов, каждый следующий из которых выше предыдущего. Интересно, что проведённые Фионой Рэндэлл (Fiona Randall; Эдинбургский Университет, Шотландия) в национальном парке Таунтон (Квинсленд) полевые исследования показали: пятнистая беседковая птица (Chlamydera maculata) постоянно имитирует крики коршуна-свистуна, причём чаще всего делает это в сезон своего размножения.

## Среда обитания
Коршун-свистун — птица редколесий. Предпочитает селиться у воды. Встречается на высотах до 1400 метров. В целом это оседлая птица, но в Австралии некоторые коршуны-свистуны на время сухого сезона откочёвывают к северному побережью континента. Из южной Австралии некоторые коршуны-свистуны мигрируют осенью на юг. В южной Австралии численность коршунов-свистунов сокращается из-за осушения болот и — как следствие — сокращения численности жертв этого хищника.

## Поведение
Коршуны-свистуны обычно живут в одиночку или парами, но иногда — особенно на время миграций, на ночёвку, а также в местах, где много пищи — могут собираться в стаи.

## Питание

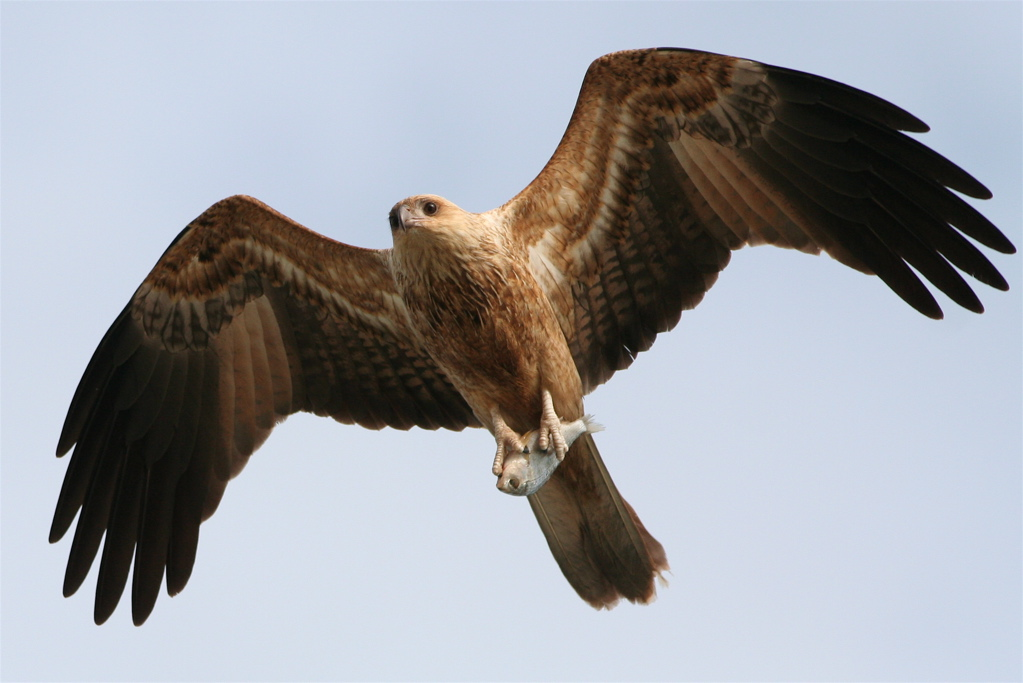

Коршуны-свистуны едят всё, что могут поймать: мелких млекопитающих, птиц, рыбу, рептилий, земноводных, ракообразных, насекомых. Не брезгуют и падалью. Коршуны австралийской популяции склонны скорее охотиться на живую добычу (но не зимой, когда они питаются в основном падалью), на Новой Гвинее же эти птицы — преимущественно падальщики. При охоте хватают жертву с земли или с водной поверхности, хотя насекомых могут ловить и в воздухе. Также крадут еду у ибисов и цапель, а также у других хищных птиц, при этом крупных водных птиц они заставляют отрыгивать пойманную теми рыбу. Часто кружат над дорогами в поисках сбитых машинами животных. Пользуются и степными пожарами, ловя перепуганных животных у самой кромки огня.

## Размножение
Гнездо коршуна-свистуна — это большая платформа, сделанная из веток. Гнездо выстилается зелёными листьями, располагается в вертикальной развилке стройного дерева — обычно эвкалипта или сосны в речной пойме. Пара коршунов обычно использует одно и то же гнездо из года в год, достраивая его, поэтому гнёзда и становятся такими большими. Самка обычно откладывает 2—3 голубовато-белых яйца, иногда яйца бывают покрыты красновато-коричневыми пятнами. Также отмечаются и кладки только из 1 или, наоборот, из 4 яиц. Насиживание длится 35—40 дней, птенцы вылупляются из примерно 60 % яиц. Птенцы покрыты кремовым или жёлто-коричневым пухом, оперяются через 44—54 дня после вылупления, тогда же и покидают гнездо. Однако, даже покинув гнездо, они ещё 6—8 недель зависят от родителей.
В южной Австралии сезон размножения с июня по октябрь, в северной — с февраля по май. Впрочем, в северной Австралии и других тропических частях ареала коршуны-свистуны могут гнездиться в любое время после дождей, благодаря которым увеличивается численность их добычи.